# Марио Рангелов
Марио Киров Рангелов е български политик от ДПС. Народен представител от Движението за права и свободи в XLVII и XLVIII народно събрание. Бил е общински съветник от ДПС в община Червен бряг. Докато е общински съветник, се забърква в множество имотни афери заедно със сестра си Ася Рангелова, също общински съветник по това време.

## Биография
Марио Рангелов е роден на 29 март 1975 г. в град Кнежа, Народна република България. Завършва икономическа специалност във Варненски свободен университет „Черноризец Храбър“. В периода 2007-2009 г. е директор на регионалното предприятие Напоителни системи – Плевен. Избран е за председател на ДПС в община Червен бряг.